# Living After Midnight
"Living After Midnight" là một bài hát của ban nhạc heavy metal người Anh Judas Priest. Bài hát ban đầu có mặt trong album British Steel (1980) - album đầu tiên của nhóm giành đĩa vàng tại Hoa Kỳ nhờ tiêu thụ hơn 500.000 bản (và sau cùng giành đĩa bạch kim nhờ tiêu thụ ít nhất một triệu bản). Ca khúc thể hiện chủ nghĩa khoái lạc, tinh thần nổi loạn ở cuối thập niên 1970 và đầu thập niên 1980. Ca khúc nằm trong số những bài hát nổi tiếng nhất của ban nhạc.

## Hoàn cảnh ra đời
Tựa bài hát ra đời khi Glenn Tipton đánh thức Rob Halford bằng tiếng đàn ầm ĩ lúc bốn giờ sáng, lúc ban nhạc trú tại Tittenhurst Park để thu âm British Steel. Halford nói với Tipton anh ta "thật sự sinh hoạt sau nửa đêm [living after midnight]", rồi Tipton đáp rằng bình luận của Halford là một cái tựa hay để đặt cho ca khúc mà anh đang sáng tác.

## Video âm nhạc
Video âm nhạc (MV) của bài hát do Julien Temple làm đạo diễn và được thu trực tiếp tại Sheffield City Hall, bắt đầu bằng cảnh tay trống Dave Holland biểu diễn trên dàn trống vô hình. Trong khúc guitar solo, người hâm mộ ở hàng trước đánh mấy cây guitar làm từ bìa cứng (biểu tượng hâm mộ trứ danh của trào lưu làn sóng mới của nhạc heavy metal Anh).

## Đón nhận
PopMatters nhận xét: "'Living After Midnight' vẫn làm một vài khán thính giả nhạc metal cổ hủ lâu năm tức giận, song dẫu bản nhạc hiệu tiệc tùng nhỏ này có nhàm chán đến đâu chăng nữa, câu hook của bài thật khó cưỡng và tuyệt vời, âm thanh của ban nhạc cho thấy chẳng có hại gì nếu vui vẻ một chút trong chốc lát. Bài hát có bề ngoài ngắn gọn, kỳ quặc, chủ nghĩa khoái lạc thì thể hiện vừa có chút ngây thơ, vừa ngọt ngào." BBC nhất trí rằng ca khúc "là hình ảnh ảnh cô đọng của loại nhạc metal mới thân thiện với đài phát thanh". Wayne Parry của Associated Press thấy rằng ca khúc cùng với "Hell Bent for Leather" và "You've Got Another Thing Comin'" là "tiêu chuẩn để đánh giá những bài nhạc metal khác".
Năm 2012, Loudwire xếp bài hát đứng thứ năm trong danh sách 10 bài hát hay nhất của Judas Priest, nhận xét: "Đây có lẽ là bài hay nhất của Judas Priest để bạn cùng hát"; vào năm 2019, Louder Sound liệt ca khúc ở hạng ba trong danh sách 50 bài hát của Judas Priest.

## Bản cover
Ca khúc lần lượt được The Donnas chọn để cover trong album The Donnas Turn 21 (2001), rồi Saul Blanch lựa chọn đưa vào album tri ân Acero Argentino: Tributo a Judas Priest (2006), L.A. Guns chọn đưa vào đĩa Hell Bent Forever: A Tribute to Judas Priest (2008) và Iron Savior chọn làm bài tặng kèm trong album Condition Red (2002) phát hành tại Nhật Bản.
Ca khúc được Disturbed chọn thu âm cho đĩa CD Tribute to British Steel (2010) của tạp chí Metal Hammer ấn bản Liên hiệp Anh, kết hợp tiếng trống mở đầu của bài "Painkiller". Bài hát còn xuất hiện dưới dạng bài tặng kèm bày bàn trong một vài sản phẩm Asylum (2010), và cũng có mặt trong album tuyển tập mặt B The Lost Children (2011) của nhóm này.

## Xếp hạng
| Xếp hạng (1980)                        | Vị trí cao nhất |
| -------------------------------------- | --------------- |
| Australian Singles (Kent Music Report) | 91              |
| Anh Quốc (OCC)                         | 12              |